# Linhystera longa
Linhystera longa is een rondwormensoort. De wetenschappelijke naam van de soort is voor het eerst geldig gepubliceerd in 1985 door Pastor de Ward.